# 5казање
5казање (Петказање) је била телевизијска емисија чији је аутор Бора Отић. Емитовала се на РТВ Војводине од 2004. до 2022. године сваког петка у вечерњем термину.
Емисије се састоје од око 5 прича које описују занимљивости из живота људи Војводине. То су углавном приче о наравима, хобијима, страстима, док је у центру пажње обичан човек.